# Альпийская конвенция
Альпийская конвенция — это международный территориальный договор, призванный обеспечить устойчивое развитие Альпийского горного региона. Инициированная Евросоюзом и 8 государствами региона (Австрия, Германия, Италия, Лихтенштейн, Монако, Словения, Франция и Швейцария), Альпийская конвенция была открыта для подписания в 1991 г. и вступила в силу в 1995 г. В задачи Альпийской конвенции входят охрана окружающей среды, сохранение культурных традиций, а также всемерное развитие расположенных на её территории стран. Поставленные задачи Конвенция осуществляет через специальные Лесной протокол, которые учитывают специфические особенности региона, выходящие за рамки национальных границ.

## Территория и население
Общая площадь территорий, на которых действует Альпийская конвенция, — 190 959 км² (73 730 mi2), здесь расположены 5867 муниципальных образований (данные на январь 2008 года). Общая протяжённость контура, включающего (частично) территории восьми государств, составляет 1200 км (746 mi), а самая широкая часть региона (300 км или 186 mi), вытянутого с северо-востока на юго-запад, находится между Баварией и Северной Италией. Самые крупные государства, входящие в Конвенцию, — Австрия и Италия, на их долю приходится более 55 % территории. Вместе с Францией они занимают 3/4 всей площади региона, где действует Конвенция. Далее идут приальпийские районы Франции, Швейцарии, Германии и Словении, а также два малых европейских государства — княжества Лихтенштейн и Монако.
Расположенные в самом сердце Европы, Альпы всегда были территорией особой важности не только для их обитателей (а это почти 14 млн человек — данные 2007 г.), но и для жителей соседних регионов.

## Основные цели и задачи
Задачи Альпийской конвенции — развивать единое наследие региона и сохранять его для будущих поколений путём межнационального сотрудничества, вовлекая в этот процесс национальные правительства, местные власти, научное сообщество, частный бизнес и гражданское общество. Конвенция исходит из того, что Альпы — уникальная и единая горная территория, где сходятся интересы многих стран. Конвенция является рамочным документом, устанавливающим основополагающие принципы устойчивого развития региона.

## Протоколы и декларации
Реализация принципов, изложенных в Рамочной конвенции, регламентируется специальными протоколами, определяющими конкретные меры по охране окружающей среды и устойчивому развитию альпийского региона. В настоящее время их восемь. Это «Протокол по территориальному планированию и устойчивому развитию», «Протокол по охране окружающей среды и ландшафтов», «Протокол по горному сельскому хозяйству», «Лесной протокол», «Протокол по туризму», «Протокол по вопросам энергетики», «Протокол по сохранению почвы», «Протокол по транспорту». В дополнение к ним в ноябре 2006 г. были приняты две министерские декларации: декларация «О демографии и культуре» и декларация «Об изменении климата», ставшая в 2009 г. основой «Плана действий», направленного на сохранение климатических условий в Альпах.

## Институты Альпийской конвенции
Высшим органом альпийского содружества является Конференция министров, созываемая раз в два года государством, председательствующим в Альпийской конвенции (страна-председатель избирается сроком на 2 года). Заседания Конференции министров, все программы, проекты и институты Альпийской конвенции открыты для участия внешних наблюдателей — представителей ООН и её структур, Совета Европы, европейских стран, национальных неправительственных организаций, учёных, экспертов. Решения принимаются на основе консенсуса.
Постоянный секретариат является административным органом и предоставляет необходимые услуги учреждениям Альпийской конвенции.
В случае особой необходимости для решения конкретных проблем в рамках Конвенции могут создаваться рабочие группы и платформы, анализирующие ситуацию с учётом полученной научной информации. В настоящее время сформированы 10 рабочих групп в таких сферах, как:
- Транспорт[2].
- Всемирное наследие ЮНЕСКО[3].
- Стихийные бедствия[4].
- Сеть особо охраняемых природных территорий[5].
- Выработка докладов о состоянии Альпийского региона[6].
- Использование водных ресурсов[7].
- Крупные хищники, дикие парнокопытные животные и общество[8].
- Демография и занятость населения[9].
- Альпийская макрорегиональная стратегия[10].
- Горное сельское хозяйство[11].